# Charles Stanhope (8. hrabia Harrington)
Charles Augustus Stanhope (ur. 9 stycznia 1844, zm. 5 lutego 1917 w Elvaston w Derbyshire) – brytyjski arystokrata, gracz w polo (jeden z pionierów tej gry w Wielkiej Brytanii) i działacz sportowy, syn Charles Stanhope'a, 7. hrabiego Harrington i Elisabeth Still de Pearsall, córki Roberta Lucasa de Pearsall. W 1881 r. odziedziczył tytuł hrabiego Harrington.

Herb hrabiów Harrington

## Życiorys
Grać w polo nauczył się podczas służby wojskowej, którą odbywał na Malcie. W 1885 r. grał w drużynie hrabstwa Gloucester, z którą wygrał County Cup. W 1892 r. wraz z drużyną z Sussex wygrał Hurlington Champion Cup, zaś z drużyną Cheshire wygrał Rugby Open Cup. Wyróżniał się pośród innych graczy polo pulchną figurą i gęstą brodą. Pomysłem Harringtona były papierowe kartki którymi pokazywano wynik meczu. Po zakończeniu kariery zawodniczej, Harrington był przewodniczącym County Polo Association, pierwszym prezesem Polo Pony Society oraz zajmował się organizacją stadniny koni do gry w polo. 5 lipca 1869 r. ożenił się z Evą Elisabeth Carrington Smith (12 maja 1847 – 20 czerwca 1919), córką Roberta Caringtona, 2. barona Carrington i Charlotty Drummond-Willoughby, córki 21. barona Willoughby. Charles i Eva nie mieli razem dzieci.